# 腎形線

腎形線可以用在一圓上滖動的圓來產生

腎形線（nephroid）是外形類似腎臟的平面曲线，其英文nephroid源自希腊语的 ὁ νεφρός （ho nephros），和腎臟科的英文nephrology有相同的字根。腎形線主要是指Richard A. Proctor在1878年提出的曲線，不過有時也會用來描述其他曲線。
腎形線是六度的代數曲線，可以用一個半徑為 {\displaystyle a}的圓在半徑為{\displaystyle 2a}的固定圓上滾動而得，因此腎形線也屬於外摆线，有二個尖點。腎形線是平面的簡單閉曲線，因此也是若爾當曲線。

## 方程式

腎形線的定義

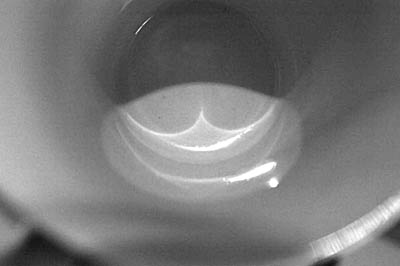
杯底的腎形線焦散

考慮一小圓在一固定圓的外面滾動，若小圓的半徑為{\displaystyle a}，固定圓的圓心在{\displaystyle (0,0)}，半徑為{\displaystyle 2a}，小圓的滾動角為{\displaystyle 2\varphi }，啟始點為{\displaystyle (2a,0)}（如圖所示），則可以得到腎形線的
- 參數式

{\displaystyle x(\varphi )=3a\cos \varphi -a\cos 3\varphi =6a\cos \varphi -4a\cos ^{3}\varphi \ ,}
{\displaystyle y(\varphi )=3a\sin \varphi -a\sin 3\varphi =4a\sin ^{3}\varphi \ ,\qquad 0\leq \varphi <2\pi }
將 {\displaystyle x(\varphi )} 和 {\displaystyle y(\varphi )} 代入以下方程
- {\displaystyle (x^{2}+y^{2}-4a^{2})^{3}=108a^{4}y^{2}}

可知上述方程即為腎形線的隱函數表示式。
若尖點是在Y軸上，則參數式為 
{\displaystyle x=3a\cos \varphi +a\cos 3\varphi ,\quad y=3a\sin \varphi +a\sin 3\varphi ).}
隱函數表示式為
{\displaystyle (x^{2}+y^{2}-4a^{2})^{3}=108a^{4}x^{2}.}

## 性質
上述的腎形線，有以下的性質
- 弧长為{\displaystyle L=24a,}
- 面积為{\displaystyle A=12\pi a^{2}\ }
- 曲率半徑為 {\displaystyle \rho =|3a\sin \varphi |.}

## 外部連結
- Mathworld: nephroid （页面存档备份，存于）
- Xahlee: nephroid （页面存档备份，存于）